# Universo de energía cero
El Universo de Energía Cero es una hipótesis que se basa en que la energía total del universo es cero. Cuando la energía del universo es considerada como un pseudotensor, el resultado del cálculo completo es cero. De esta manera la energía positiva en forma de materia se anularía completamente con la energía gravitatoria generada por esta.
Al ser la energía total del universo cero, este puede duplicar la cantidad de energía de materia positiva y de energía gravitatoria negativa sin que se viole la conservación de la energía.

## Interpretación ontológica
Una propiedad genérica de la inflación es el equilibrio de la energía gravitacional negativa, dentro del área inflacionaria, con la energía positiva del campo del inflatón creando un universo post-inflacionario con una densidad de energía mínima o nula.  Es el equilibrio de la energía total del universo la que permite el crecimiento ilimitado posible con la inflación. Durante la inflación la energía circula desde el campo gravitatorio al campo del inflatón. Toda la energía gravitacional disminuye (por ejemplo, se vuelve más negativa) y toda la energía del inflatón aumenta (se vuelve más positiva). Pero las densidades de energía respectivas permanecen constantes y viceversa ya que el área se expande. En cualquier caso, la inflación explica por otro lado la extraña aniquilación de materia y energía gravitacional a escalas cosmológicas, lo que es consistente con las observaciones astronómicas.

## Fluctuación cuántica
Gracias a la incertidumbre cuántica las fluctuaciones energéticas como el electrón y su antipartícula, el positrón, pueden generarse espontáneamente en el vacío, para desaparecer casi inmediatamente. Este efecto ha sido propuesto como un posible origen del universo por los físicos Dennis Sciama, Edward Tryon y Stephen Hawking en su libro El gran diseño.